# 儒平鮋
儒平鮋，為輻鰭魚綱鮋形目鮋亞目平鮋科的其中一種，為亞熱帶海水魚，分布於東太平洋美國加州南部海域，體長可達17公分，棲息在底層水域，卵胎生，生活習性不明。